# Етническа група
Вижте пояснителната страница за други значения на Народност.
Етническа група, етнос или народност, е обособила се група от хора, членовете на която се идентифицират един с друг въз основа на действително или предполагаемо общо наследство – история, раса, родствени връзки, религия, език, култура, територия, националност или външен вид. Членовете на етническата група осъзнават принадлежността си към нея, а хората извън нея признават нейната обособеност.
Религията е важен, но не задължителен елемент за обособяването на един етнос. Водещият, или още титулният етнос дава името както на държавата и на нацията, така и на езика.
Държавите, които имат федеративен (САЩ, Индия, Босна и Херцеговина) или конфедеративен (Швейцария) тип на управление, нямат титулен етнос. Федерациите имат автономия, но не пълна, докато при държавите от конфедеративен тип автономията е пълна.

## Същност, поява и развитие на етносите
Понятието етнос произлиза от гръцки: ἔθνος, което означава „народ“, като първоначално понятието народ е било използвано като обобщаващо понятие без определено конкретно съдържание, като начин на живот на определена група хора или социална прослойка. В хронологичен план понятието или терминът „етнос“ започва да се използва за разграничението на група хора или част от народа, или опазване на културното различие на даден народ над останалите.
Днес етносът може да бъде възприет като общност от хора, която е исторически обособила се на дадена територия, комуникира на разбираем за всички членове език, осъзнава различието си от останалите подобни общности и възприема своя етноним (названието на етноса). Високата подвижност (миграциите) на населението е способствала за разпокъсването на много етноси, които от своя страна са способствали за образуването на нови етнически групи. В тази връзка могат да се разграничат етнически образувания като:
- етно-социален организъм, представляващ етнос или част от него свързани с определена държавност;
- етникос – представлява сборът от всички етнически групи, отнасящи се към даден етнос, независимо от местонахождението им.

## Разграничаване на етносите
Разграничаването на отделните етноси се базира на няколко основни признака:
- език;
- етническа територия;
- икономическа база;
- етническо самосъзнание;
- културни особености.

## Развитие на етносите във времето
Развитието на етносите е съпътствано с появата на нови етнически образувания като:
- етническа група – тя представлява част от етноса, живееща в обкръжението на неродствена етническа общност;
- етнографска група – част от етнос, отличаваща се от него по диалекта на езика си, специфична в материално и духовно-културно, дори в конфесионално отношение, но запазваща етническото си самосъзнание (например: шопи, македонци и т.н.);
- мега-етнос – това е обединение от етноси с продължителен културен обмен и наченки на общо самосъзнание;
- етно-политически общности – формиране на много национални държави, свързани с културни особености.

## Процеси, водещи до формиране на етнос
- Консолидация – свързване на родствени, близки помежду си етноси в нация.
- Миксация – свързване на неродствени етноси в едно политическо обединение – държава
- Асимилация – претопяване на един етнос (в повечето случаи по-малък и по-слаб) от друг – по-голям и по-силен етнос. Асимилацията бива два вида – естествена (смесени бракове) и насилствена – забрана да се говори на езика на етноса, на децата да ходят на училище и др.
- Геноцид – физическото унищожаване на един етнос от друг. Геноцидът бива етнически, религиозен и др.

## Етнографската група
Етнографската група се различава от етническата. Етнографската група представлява част от етнос, който се различава от основната част на етноса единствено по някои специфични особености на езика, културата и обичаите.
Народоизследователите (етнолози) обозначават с този термин популации на хора с общ произход, история, култура, свързани със специфична територия и чувство на солидарност помежду си.
Най-ранната форма на етническа общност представлява родствената група (родът), най-близка по структура до племето. Другата форма на етническа група възниква по време на появата на държавата като форма на обществена организация. Някои по-малки държави се състоят от само един етнос, а империите се състоят от най-много етноси.
| „          | Цялата представа за етническите групи е толкова сложна и толкова неопределена, че би било добре да се изостави напълно. | “ |
| Макс Вебер | |   |

## Карти
- Етнографска карта на Европа през 1918 г., Юзас Габрис
- Етнически групи в Централна Азия през 1992 г.
- Етнически групи в Кавказ през 2004 г.